# 대동강
대동강(Daedong River, 大同江)은 한반도에서 다섯 번째로 큰 강으로, 조선민주주의인민공화국 평안남도 대흥군의 랑림산맥의 한태령(1,356m)에서 발원하여 평양시·남포시·황해북도·황해남도를 지나 황해로 흐른다. 강의 길이는 439km이며, 수심이 깊은 편이다. 하류에는 평양시가 위치해 있으며, 강 유역에는 고구려 유적지가 많다. 유역 형상은 평행형 유역이다.
대동강의 북쪽 지류라 하여 '남강'과 구별해서 '북강'이라고 하는데 흔히 대동강이라고도 한다.

## 역사
고구려는 대동강 유역에 세워졌다. 신석기 시대와 청동기 시대에 걸쳐 유적지와 고구려 유적뿐만 아니라 강가에 있는 많은 고고학적 유적지가 발견되었다. 이전에 대동강은 패강으로 불렸다.

## 지류
- 재령강
  - 서강
  - 서흥강
  - 은파천
  - 전탄천
  - 곡천
  - 문암천
- 황주천
  - 덕화천
  - 석화천
  - 계심천
  - 미산천
  - 먹지천
  - 홍교천
- 매상천
- 보통강
  - 시정천
  - 상서천
  - 천북천
  - 서포천
- 무진천
- 남강
  - 상원강
  - 배미천
  - 용천
  - 봉명천
  - 곡산천
  - 두무강
  - 선암천
  - 약수천
  - 송강천
- 비류강
  - 평원천
  - 소창천
  - 금평천
  - 옥류천
  - 맹산개
  - 필밀천
  - 지동천
  - 성저천

## 다리
평양에 위치한 대동강에는 청류교, 옥류교, 릉라교, 대동교, 양각교, 충성의 다리를 포함하여 여섯 개의 다리가 있다.

## 수운
서해갑문 등의 갑문이 있다. 한때 동조선만과 연결하는 운하가 구상되었다.

## 패수
대동강은 과거 패수(浿水) 또는 패강(浿江)이라고 불리기도 했다. '패수'는 원래 특정한 강을 가리키는 고유명사가 아니라 '국경의 강'을 가리키는 일반명사였다. 예를 들어, 고구려 장수왕이 위례성을 점령한 475년 전까지 백제에게 패수는 북쪽의 낙랑, 고구려와 국경이었던 예성강을 가리키는 말이었다.
대동강은 삼국통일 과정에서 신라와 당나라가 합의한 국경으로 통일신라의 국경 하천인 패수(浿水)가 되었는데, 이후에 패수는 대동강을 가리키는 말로 굳어졌다.

## 같이 보기
- 대동강맥주